# Condado de Lincoln (Dakota del Sur)
El condado de Lincoln (en inglés: Lincoln County, South Dakota), fundado en 1867,  es uno de los 66 condados en el estado estadounidense de Dakota del Sur. En el 2000 el condado tenía una población de  24 131 habitantes en una densidad poblacional de  personas por 16 km². La sede del condado es Canton.

## Geografía
Según la Oficina del Censo, el condado tiene un área total de 1499 km² (578,8 mi²), de la cual 1497 km² (578 mi²) es tierra y 1 km² (0,4 mi²) es agua.

### Municipios
El condado se divide en dieciséis municipios: Brooklyn, Cantón, Dayton, Delapre, Delaware, Eden, Grant, Fairview, Highland, La Valle, Lincoln, Lynn, Noruega, Perry, Agradable, Springdale .

### Condados adyacentes
- Condado de Minnehaha - norte
- Condado de Lyon - noreste
- Condado de Sioux - sureste
- Condado de Union - sur
- Condado de Clay - suroeste
- Condado de Turner - oeste

## Demografía
En el 2000 la renta per cápita promedia del condado era de $48 338, y el ingreso promedio para una familia era de $55 401. El ingreso per cápita para el condado era de $22 304. En 2000 los hombres tenían un ingreso per cápita de $34 486 versus $24 133 para las mujeres. Alrededor del 4.40% de la población estaba bajo el umbral de pobreza nacional.
| 1900   | 1910   | 1920   | 1930   | 1940   | 1950   | 1960   | 1970   | 1980   | 1990   | 2000   | Est. 2008 |
| ------ | ------ | ------ | ------ | ------ | ------ | ------ | ------ | ------ | ------ | ------ | --------- |
| 12 161 | 12 712 | 13 893 | 13 918 | 12 767 | 12 371 | 11 761 | 13 942 | 13 942 | 15 427 | 24 131 | 39 713    |

## Ciudades y pueblos
- Beresford
- Canton
- Fairview
- Harrisburg
- Hudson
- Lennox
- Moe
- Norway Center
- Shindler
- Sioux Falls
- Tea
- Worthing

## Mayores autopistas
| - Interestatal 29 - Interestatal 229 - Carretera de U.S. 18 - Carretera Dakota del Sur 11 - Carretera Dakota del Sur 17 | - Carretera Dakota del Sur 44 - Carretera Dakota del Sur 46 - Carretera Dakota del Sur 115 |